# Reprezentacja Rosji U-21 w piłce nożnej mężczyzn
Reprezentacja Rosji U-21 w piłce nożnej – młodzieżowa reprezentacja Rosji, zarządzana przez Rosyjski Związek Piłki Nożnej. Trzykrotnie brała udział w Mistrzostwach Europy U-21 (1994, 1998, 2013). Reprezentacja powstała w 1992 roku.

## Występy w ME U-21
- 1978: Nie brała udziału - była częścią ZSRR
- 1980: Nie brała udziału - była częścią ZSRR
- 1982: Nie brała udziału - była częścią ZSRR
- 1984: Nie brała udziału - była częścią ZSRR
- 1986: Nie brała udziału - była częścią ZSRR
- 1988: Nie brała udziału - była częścią ZSRR
- 1990: Nie brała udziału - była częścią ZSRR
- 1992: Nie brała udziału
- 1994: Ćwierćfinał
- 1996: Nie zakwalifikowała się
- 1998: 7. miejsce
- 2000: Nie zakwalifikowała się
- 2002: Nie zakwalifikowała się
- 2004: Nie zakwalifikowała się
- 2006: Nie zakwalifikowała się
- 2007: Nie zakwalifikowała się
- 2009: Nie zakwalifikowała się
- 2011: Nie zakwalifikowała się
- 2013: 4. miejsce
- 2015: Nie zakwalifikowała się
- 2017: Nie zakwalifikowała się
- 2019: Nie zakwalifikowała się
- 2021: Runda grupowa
- 2023: Została zdyskwalifikowana w trakcie eliminacji[1]